# X-JAM高井富士
X-JAM高井富士 (エックスジャムたかいふじ、旧北志賀高井富士スキー場)は日本のスキー場。長野県下高井郡山ノ内町大字夜間瀬に位置する。
本項では当スキー場の一部となっていたやまびこの丘スキー場（木島平・池の平スキー場）についても説明する。

## 概要
X-JAM高井富士は別名高井富士とも称される高社山の東斜面に造設されたスキー場。すぐ隣にはよませ温泉スキー場が存在する。
1960年代に志賀高原でのスキー場開発が進んだことに触発されて当スキー場などの一体の地域を北志賀高原と称し、隣のよませ温泉スキー場（当時：夜間瀬スキー場）や木島平スキー場とともに開設したのが始まり。地元資本の「高井富士観光」により経営が続けられてきたが、2010年代に近づくにつれ利用客減少で経営が悪化。そして2010年、マックアースから出資を受け「マックアースリゾート山ノ内」を設立し営業を譲渡した。またマックアースは当時木島平スキー場の一部であり2006年から営業を休止していた池の平ゲレンデのリフトを借り受けX-JAM高井富士の一部とした。次の年の2011年には高社山にかかる5スキー場を「Mt.KOSHA」と名付けビックゲレンデとして売り出した。なお、2024年現在マックアース（マックアースリゾート山ノ内）が運営しているのは当スキー場とよませ温泉スキー場の2つであり、「MT.KOSHA」としてゲレンデの共用ができる。

## ゲレンデ
4本のリフトに12本のコースが設けられている。

### リフト
- 第1ペアリフト：974m
- 第2ペアリフト：692m
- 第3ペアリフト：561m
- 第3連絡ペア：511m
- 第5ペアリフト（旧エックスジャムアクセスリフト）：501m
- 第6ペアリフト：651m

### コース
高社山の斜面にかかる一枚フラットバーンで緩斜面主体。特徴としてはスノーボーダーの聖地とも言われるほどパークのアイテムが豊富でハーフパイプも設置されている。ゲレンデ上部にやまびこの丘スキー場との連絡コースがあった。

## やまびこの丘スキー場
元々は木島平スキー場の離れゲレンデで「池の平スキー場」という名だったエリア。2006年に営業を休止したのち2010年にX-JAM高井富士に統合され復活したが2018年より営業を休止している。
規模としては離れゲレンデでありながら敷地面積20haとX-JAM高井富士の半分弱と大きめである。リフトは第1クワッドリフト（882m）、第2ペアリフト（443m）の２本がありコースは４つだった。

## アクセス
- 上信越自動車道信州中野ICから国道292号、国道403号経由
- 長野電鉄湯田中駅からタクシー